# Экономическая блокада
Экономи́ческая блока́да — всеобъемлющее ограничение внешнеэкономических связей административного субъекта (государства, административно-территориального образования), осуществляемое путём блокирования его транспортных каналов.
Отличается от бойкота, эмбарго и санкций степенью ограничения административного субъекта.

## Примеры
- Примером успешного применения тактики экономического удушения является судьба поселения передовщика В. К. Звездочётова на острове Уруп (1795-1805), разорённого японцами через принудительный обрыв его торговых связей с айнами.
- Экономическая блокада Литвы (1990)
- Санкции США против Кубы
- Блокада сектора Газа
- Блокада Нагорного Карабаха (с 2022)
- Торговая и экономическая блокада территорий на востоке Украины (с 2014 года)[1]